# پاول ونت
پاول ونت (انگلیسی: Paul Went؛ ۱۲ اکتبر ۱۹۴۹ – ۴ ژانویهٔ ۲۰۱۷) یک ورزشکار اهل بریتانیا بود.
از باشگاه‌هایی که در آن بازی کرده‌است می‌توان به باشگاه فوتبال چارلتون اتلتیک، باشگاه فوتبال کاردیف سیتی، باشگاه فوتبال فولام، باشگاه فوتبال لیتون اورینت و باشگاه فوتبال پورتسموث اشاره کرد.